# Список ударных кратеров Солнечной системы
Список ударных кратеров Солнечной системы перечисляет наиболее крупные (диаметр более 300 километров) ударные кратеры на астрономических объектах Солнечной системы.
Метеоритные, или ударно-взрывные, кратеры — наиболее распространённые детали рельефа на многих планетах, спутниках и прочих телах Солнечной системы, не исключая астероиды. Их диаметр разнится от тысяч километров до долей миллиметра. Общее количество кратеров, получивших названия (за исключением земных) — около 12 000, из которых около 7000 являются сателлитными. Все наименованные кратеры зарегистрированы в базе данных Международного астрономического союза. Больше всего наименованных ударных структур на Луне — около 1600, а также на Марсе — около 1000 и Венере — около 900.
Размер ударного кратера зависит от скорости и угла падения, состава метеорита, рыхлости породы на месте удара, а также от силы тяжести на поверхности небесного тела (при одинаковой энергии удара размер воронки будет разным на объектах разной массы). Также существенную роль играет наличие и плотность атмосферы на астрономическом объекте, которая предотвращает падение на поверхность тела относительно небольших космических обломков, сгорающих в ней при падении.
Первые четыре ударные структуры из списка согласно планетной номенклатуре Международного астрономического союза классифицированы и внесены в номенклатуру не как кратеры (сrater), а как иные формы рельефа (равнина — planitia и море — mare). Однако в научной среде ударное происхождение этих объектов доказано и сомнений не вызывает.
Список построен на основе официальных данных МАС по планетной номенклатуре. Данные представлены на конец 2013 года.
| Ударная структура            | Астроно- мический объект | Диаметр кратера (км) | Диаметр объекта (км) | Соотно- шение | Год утвержд. назв. | Изображение | Назван в честь                                                                                              |
| ---------------------------- | ------------------------ | -------------------- | -------------------- | ------------- | ------------------ | ----------- | --- |
| Бассейн Южный полюс — Эйткен | Луна                     | 2500                 | 3470                 | 70 %          | —                  |             | Назван по именованию объектов у его границ: кратера Эйткен на севере и южного полюса Луны с другой стороны. |
| Равнина Эллада               | Марс                     | 2300                 | 6780                 | 34 %          | 1973               |             | Названа астрономом Джованни Скиапарелли от самоназвания Греции.                                             |
| бассейн равнины Жары         | Меркурий                 | 1550                 | 4880                 | 32 %          | 1976               |             | В переводе с латинского «Caloris Planitia» — «равнина Жары».                                                |
| бассейн Моря Дождей          | Луна                     | 1145                 | 3470                 | 33 %          | 1935               |             | Историческое название (по-латыни «Mare Imbrium»).                                                           |

| Кратер      | Астроно- мический объект | Диаметр кратера (км) | Диаметр объекта (км) | Соотно- шение | Год утвержд. назв. | Изображение | Назван в честь |
| ----------- | ------------------------ | -------------------- | -------------------- | ------------- | ------------------ | ----------- | --- |
| Абим        | Япет                     | 768                  | 1470                 | 52 %          | 2013               |             | Назван именем одного из персонажей французского эпоса «Песнь о Роланде». Имя Абим (Abisme) буквально значит: «адская бездна».    |
| Рембрандт   | Меркурий                 | 716                  | 4880                 | 15 %          | 2009               |             | Назван в честь нидерландского художника Рембрандта (1606—1669).                                                                  |
| Бетховен    | Меркурий                 | 630                  | 4880                 | 14 %          | 1976               |             | Назван в честь немецкого композитора Людвига ван Бетховена (1770—1827).                                                          |
| Торжис      | Япет                     | 580                  | 1470                 | 39 %          | 2008               |             | Назван именем одного из персонажей французского эпоса «Песнь о Роланде».                                                         |
| Герцшпрунг  | Луна                     | 536                  | 3470                 | 17 %          | 1970               |             | Назван в честь датского астронома Эйнара Херцшпрунга (1873—1967).                                                                |
| Аполлон     | Луна                     | 524                  | 3470                 | 15 %          | 1970               |             | Назван в честь программы пилотируемых космических полётов НАСА — «Аполлон».                                                      |
| Анжелье     | Япет                     | 504                  | 1470                 | 34 %          | 2008               |             | Назван именем одного из персонажей французского эпоса «Песнь о Роланде».                                                         |
| Мамалди     | Рея                      | 480                  | 1530                 | 31 %          | 2010               |             | Назван именем нанайской богини Мамалди, которая, согласно легенде, жертвуя собой сотворила Азиатский континент и остров Сахалин. |
| Гюйгенс     | Марс                     | 467                  | 6780                 | 7 %           | 1973               |             | Назван в честь нидерландского физика и астронома Христиана Гюйгенса (1629—1695).                                                 |
| Скиапарелли | Марс                     | 459                  | 6780                 | 7 %           | 1973               |             | Назван в честь итальянского астронома Джованни Вирджинио Скиапарелли (1835—1910).                                                |
| Реясильвия  | (4) Веста                | 450                  | 529                  | 94 %          | 2011               |             | Назван имением Реи Сильвии — одной из жриц богини Весты в Древнем Риме, решением МАС название кратера пишется слитно.            |
| Жерен       | Япет                     | 445                  | 1470                 | 30 %          | 2008               |             | Назван именем одного из персонажей французского эпоса «Песнь о Роланде».                                                         |
| Одиссей     | Тефия                    | 445                  | 1060                 | 42 %          | 1982               |             | Назван именем Одиссея — персонажа древнегреческих мифов.                                                                         |
| Достоевский | Меркурий                 | 430                  | 4880                 | 9 %           | 1979               |             | Назван в честь русского писателя Фёдора Михайловича Достоевского (1821—1881).                                                    |
| Фальзарон   | Япет                     | 424                  | 1470                 | 29 %          | 2008               |             | Назван именем одного из персонажей французского эпоса «Песнь о Роланде».                                                         |
| Королёв     | Луна                     | 423                  | 3470                 | 12 %          | 1970               |             | Назван в честь советского конструктора ракетно-космической техники Сергея Павловича Королёва (1906—1966).                        |
| Кассини     | Марс                     | 408                  | 6780                 | 7 %           | 1973               |             | Назван в честь итальянского и французского астронома Джованни Доменико Кассини (1625—1712).                                      |
| Антониади   | Марс                     | 401                  | 6780                 | 6 %           | 1973               |             | Назван в честь французского астронома Эжена Мишеля Антониади (1870—1944).                                                        |
| Вененейя    | (4) Веста                | 400                  | 529                  | 85 %          | 2012               |             | Назван имением Вененейи — одной из первых жриц богини Весты в Древнем Риме.                                                      |
| Шекспир     | Меркурий                 | 399                  | 4880                 | 7 %           | 1979               |             | Назван в честь английского драматурга Уильяма Шекспира (1564—1616).                                                              |
| Менрва      | Титан                    | 392                  | 5150                 | 7 %           | 2006               |             | Назван именем этрусской богини материнства Менрвы.                                                                               |
| Лоренц      | Луна                     | 378                  | 3470                 | 10 %          | 1970               |             | Назван в честь нидерландского физика Хендрика Антона Лоренца (1853—1928).                                                        |
| Мальприми   | Япет                     | 377                  | 1470                 | 26 %          | 2008               |             | Назван именем одного из персонажей французского эпоса «Песнь о Роланде».                                                         |
| Вальхалла   | Каллисто                 | 360                  | 4820                 | 7 %           | 1979               |             | Назван именованием рая для доблестных воинов в германо-скандинавской мифологии.                                                  |
| Толстой     | Меркурий                 | 355                  | 4880                 | 7 %           | 1976               |             | Назван в честь русского писателя Льва Николаевича Толстого (1828—1910).                                                          |
| Эвандр      | Диона                    | 350                  | 1123                 | 31 %          | 2008               |             | Назван именем Эвандра, героя древнеримской мифологии.                                                                            |
| Пуанкаре    | Луна                     | 346                  | 3470                 | 9 %           | 1970               |             | Назван в честь французского математика и физика Анри Пуанкаре (1854—1912).                                                       |
| Тихонравов  | Марс                     | 344                  | 6780                 | 5 %           | 1985               |             | Назван в честь советского конструктора ракетно-космической техники Михаила Клавдиевича Тихонравовова (1900—1974).                |
| Эпигеус     | Ганимед                  | 343                  | 5270                 | 6 %           | 1997               |             | Назван именем финикийского бога Эпигеуса.                                                                                        |
| Рафаэль     | Меркурий                 | 342                  | 4880                 | 7 %           | 1976               |             | Назван в честь итальянского живописца Рафаэля Санти (1483—1520).                                                                 |
| Биркхоф     | Луна                     | 329                  | 3470                 | 9 %           | 1970               |             | Назван в честь американского математика Джорджа Дэвида Биркхофа (1884—1944).                                                     |
| Гертруда    | Титания                  | 326                  | 1580                 | 28 %          | 1988               |             | Назван именем персонажа трагедии Уильяма Шекспира — матери Гамлета, Гертруды.                                                    |
| Менделеев   | Луна                     | 325                  | 3470                 | 9 %           | 1961               |             | Назван в честь русского химика Дмитрия Ивановича Менделеева (1834—1907).                                                         |
| Телем       | Тефия                    | 320                  | 1060                 | 30 %          | 2008               |             | Назван именем Телема, персонажа древнегреческой мифологии.                                                                       |
| Гомер       | Меркурий                 | 319                  | 4880                 | 7 %           | 1976               |             | Назван в честь древнегреческого поэта Гомера (VIII век до н. э.)                                                                 |
| Планк       | Луна                     | 319                  | 3470                 | 9 %           | 1970               |             | Назван в честь немецкого физика Макса Планка (1858—1947).                                                                        |
| Гёте        | Меркурий                 | 317                  | 4880                 | 6 %           | 1979               |             | Назван в честь немецкого поэта Иоганна Вольфганга фон Гёте (1749—1832).                                                          |
| Шрёдингер   | Луна                     | 316                  | 3470                 | 9 %           | 1970               |             | Назван в честь австрийского физика Эрвина Шрёдингера (1887—1961).                                                                |
| Рахманинов  | Меркурий                 | 305                  | 4880                 | 6 %           | 2010               |             | Назван в честь русского композитора Сергея Васильевича Рахманинова (1873—1943).                                                  |
| Байи        | Луна                     | 301                  | 3470                 | 9 %           | 1935               |             | Назван в честь французского астронома Жана Сильвена Байи (1736—1793).                                                            |
| Вредефорт   | Земля                    | 300                  | 12740                | 2 %           |                    |             | Назван именем расположенного поблизости города Вредефорт (ЮАР).                                                                  |